# Zygmunt Irżabek
Zygmunt Tadeusz Irżabek (ur. 27 września 1880 w Malechowie, zm. 23 października 1939 w Kościanie) – polski nauczyciel, działacz społeczny.

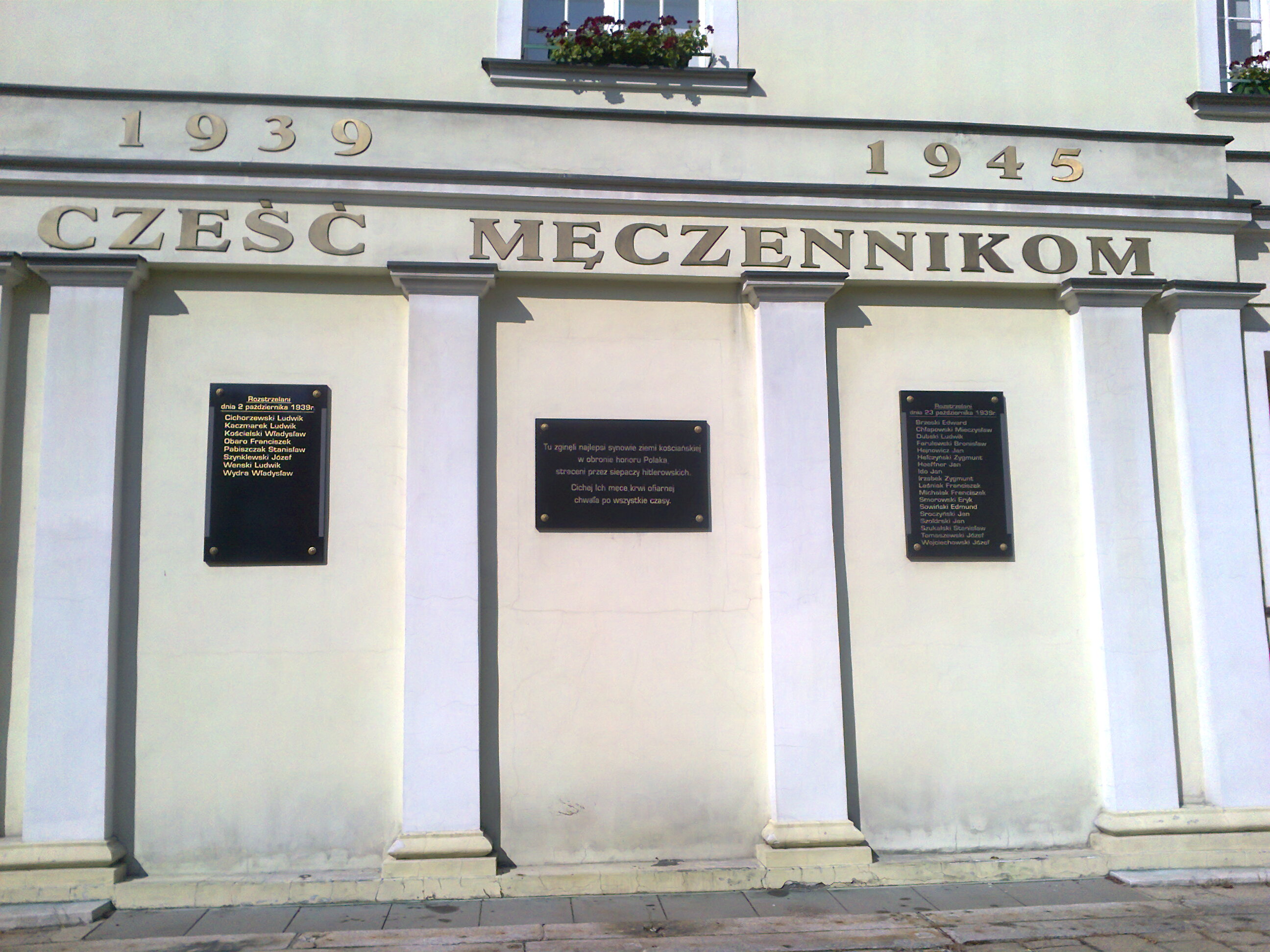
Tablice pamiątkowe w miejscu egzekucji w Kościanie

## Życiorys
Przez dziesięć lat kształcił się w K. K. Gimnazjum im. Rudolfa w Brodach z językiem niemieckim wykładowym, gdzie w 1901 zdał maturę. Studia z filologii polskiej, klasycznej i germańskiej ukończył w roku 1905 na Uniwersytecie Lwowskim.
W latach 1905–1918 uczył z gimnazjach we Lwowie, Rzeszowie, Nowym Targu. W latach 1919–1925 był nauczycielem w Gimnazjum im. Karola Marcinkowskiego w Poznaniu. W latach 1926–1931 pełnił funkcję dyrektora Gimnazjum Męskiego w Ostrowie Wielkopolskim, gdzie ufundował drukarnię i organizował gimnazjalny miesięcznik Promień. Szkoła ta m.in. jemu zawdzięcza nadbudowę oraz zaprojektowaną przez Antoniego Serbeńskiego polichromię w auli. W roku 1931 objął stanowisko dyrektora Gimnazjum św. Stanisława Kostki w Kościanie. W szkołach, w których uczył organizował także ruch śpiewaczy (np. w Nowym Targu założył Towarzystwo Muzyczno-Dramatyczne im. Fryderyka Chopina), słynął z talentu pedagogicznego, często wspierał uczniów materialnie.
Zamordowany przez Niemców w publicznej egzekucji na kościańskim Rynku.